# Cis guerinii
Cis guerinii es una especie de coleóptero de la familia Ciidae.

## Distribución geográfica
Habita en Mauricio.